# Chris Scott (Autor)
Chris Scott (* 1945 in Toronto, Ontario) ist ein kanadischer Schriftsteller, der als Kriminalschriftsteller und Autor von Science-Fiction-Romanen über historische Alternativwelten hervorgetreten ist.

## Leben
Über seine Ausbildung und sein eigentliches Leben ist recht wenig bekannt. Anfang der 1970er Jahre trat er als Autor von Hörbüchern und Hörspielen für CBC/Radio-Canada hervor, bei denen im klassischen Dialog Probleme der Philosophie und Psychologie jüngeren Hörern nahegebracht wurden. Ditto-people warf 1971 bereits die interessante Möglichkeit des Clonens auf und stellte die hypothetische Frage, was man bei einem Duplikat Leonardo da Vincis mit gewissermaßen ewigem Leben zum Wohle der Menschheit erreichen könnte. Dreams and dreamers (1971 bzw. 1975) stellte mithilfe von Traumwiedergaben die Interpretationen von beispielsweise Sigmund Freud der Arbeit damaliger Schlaflabore gegenüber. Diese Werke wurden auch in den Vereinigten Staaten veröffentlicht.
Später wandte sich Scott immer wieder der Schilderung alternativer historischer Entwicklungen oder auch biografischen Skizzen zu. In Antichthon (1982), drei Jahre später unter dem Titel The Heretic in England veröffentlicht, beschrieb Scott das Leben und die Prozesse Giordano Brunos. Dieses Buch stand 1982 auf der Shortlist des Governor General’s Award for English fiction. Mit seinem nächsten Werk, einer Kriminalgeschichte über Jack the Ripper, Jack (1988), erzielte Scott seinen größten Erfolg, als der Roman 1989 den Arthur Ellis Award errang.
1990/91 arbeitete Scott als Writer-in-Residence an der Cumberland Township Public Library, Ottawa, wo er Kurse für Kreatives Schreiben für Erwachsene und Kinder leitete.
Seine Veröffentlichungen umfassen etliche Rezensionen für Books in Canada, The Toronto Star, The Ottawa Citizen, The Montreal Gazette und The Globe & Mail. Seine Besprechung von Margaret MacMillans Paris 1919 war die Titelgeschichte der Ausgabe des The Globe & Mail’s  am 9. November 2002. Die Rezension von Jeremy Bernsteins Oppenheimer: Portrait of an Enigma bildete die The Globe’s book page Titelgeschichte vom 17. April 2004.
Seit 1996 lebt Chris Scott auf St. Joseph Island, Ontario.

## Werk
Hörbücher:
- Ditto-people. Canadian Broadcasting Corporation. CBC Learning Systems. 1971
- Dreams and dreamers. North Hollywood, CA : Center for Cassette Studies 1975 (1. Aufl. 1971)

Romane:
- Bartleby; a novel. Anansi, Toronto 1971
- To catch a spy. Viking Press, New York 1978
- Antichthon.  Concordia University 1982
- Hitler's bomb.  Stein and Day, New York 1983
- The heretic. Quarter Books, London 1985 (1982)
- Jack. Macmillan of Canada, Toronto 1988

## Auszeichnungen
- 1989: Arthur Ellis Award für Jack